# Euploea euthoe
Euploea euthoe är en fjärilsart som beskrevs av Felder 1865. Euploea euthoe ingår i släktet Euploea och familjen praktfjärilar. Inga underarter finns listade i Catalogue of Life.